# Yeni Malatyaspor
Ne doit pas être confondu avec Malatyaspor.
Maillots
Le Yeni Malatyaspor (ancien nom Malatya Belediyespor), est un club omnisports turc, connu pour sa section de football, fondé en 1986, et basé à Malatya.
Le club évolue pour la première fois de son histoire en première division lors de la saison 2017-2018.

## Historique
Le club, dont les couleurs sont le jaune et le noir, est présidé par Mehmet Emin Katipoğlu, qui dirige le club omnisports.
Les joueurs sont populaires à Malatya car ils ont remporté la plupart des trophées de la ville. Ils changent de nom pour le Yeni Malatyaspor à la fin de la saison 2009-2010.
Le 6 février 2023, lors du violent séisme, le club perd son gardien de but Ahmet Eyüp Türkaslan (en) retrouvé mort le 7 février, le club se retire ensuite de la compétition.

## Palmarès
- Championnat de Turquie de deuxième division
  - Vice-champion : 2017

- Championnat de Turquie de troisième division
  - Champion : 2015

## Parcours
- Championnat de Turquie : 2017-
- Championnat de Turquie D2 : 1999-2000, 2015-2017
- Championnat de Turquie D3 : 1998-1999, 2000-2001, 2008-2009, 2010-2015
- Championnat de Turquie D4 : 2007-2008, 2009-2010

## Personnalités du club

### Anciens joueurs
- Khalid Boutaïb
- Nacer Barazite